# Carl Zeller
Carl Adam Johann Nepomuk Zeller (19 de junio de 1842 - 17 de agosto de 1898) fue un compositor austriaco de operetas. 
Zeller nació en Sankt Peter in der Au, hijo único del médico Johann Zeller y Maria Anna Elizabeth. El padre de Zeller falleció antes de que el niño cumpliera un año, después de lo cual su madre se volvió a casar, con Ernest Friedinger. De niño, tuvo una bella voz soprano y cantó en el coro de Niños Cantores de Viena antes de estudiar composición en la Universidad de Viena.
En 1875, Zeller se casó con Anna Maria Schwetz. Trabajó como funcionario en el Ministerio Imperial de Educación al tiempo que componía canciones (Dios Os saluda a todos y Regálate rosas en el Tirol), obras corales y una serie de operetas, la más famosa de las cuales es Der Vogelhändler (El pajarero). Todos sus libretos fueron escritos (o coescritos) por Moritz West, a menudo junto a Ludwig Held. 
Problemas legales, incluida una condena por perjurio, pusieron fin a la carrera de Zeller en el ministerio y le llevaron a prisión y a la desgracia pública a mediados de los años 1890 (aunque su sentencia de cárcel fue más tarde revocada). Después de una herida en 1895 al caerse sobre el hielo, pasó sus últimos años física y mentalmente enfermo. Zeller murió de neumonía en Baden bei Wien a los 56 años de edad.

## Operetas
- Joconde (1876)
- Die Fornarina (1878)
- Capitän Nicoll, oder Die Carbonari (1880)
- Der Vagabund (1886)
- Der Vogelhändler (El pajarero) (1891)
- Der Obersteiger (El capataz) (1894)
- Der Kellermeister (1901; terminada por Johannes Brandt)